# Moon Landing
Moon Landing is het vierde studioalbum van de Britse popartiest James Blunt en werd uitgebracht op 18 oktober 2013. De eerste single van dit album was Bonfire Heart, die in veel landen de top tien haalde in de hitlijsten.
In Blunts thuisland (het Verenigd Koninkrijk) kwam het album tot de tweede plaats van de UK Albums Chart. Daarnaast bereikte Moon Landing de eerste plaats in Zwitserland, Oostenrijk en Hongarije, de zesde plaats in de Nederlandse Album Top 100, de twaalfde positie in de Vlaamse Ultratop 200 en de twintigste positie in de Amerikaanse Billboard 200. In verschillende landen, waaronder het Verenigd Koninkrijk en Frankrijk, werd het album onderscheiden met platina. In onder meer Canada, Italië en Nieuw-Zeeland werd de gouden status behaald.
Aan dit album werd ook een tournee gekoppeld, de 'Moon Landing World Tour'.

## Tracklist
| 1.                 | Face the Sun   | 4:03 |
| 2.                 | Satellites     | 3:12 |
| 3.                 | Bonfire Heart  | 3:58 |
| 4.                 | Heart to Heart | 3:29 |
| 5.                 | Miss America   | 3:07 |
| 6.                 | The Only One   | 3:41 |
| 7.                 | Sun on Sunday  | 3:18 |
| 8.                 | Bones          | 2:53 |
| 9.                 | Always Hate Me | 3:37 |
| 10.                | Postcards      | 4:46 |
| 11.                | Blue on Blue   | 3:53 |
| Totale duur: 43:18 |                |      |